# Lista odcinków serialu The League
Poniżej znajduje się lista odcinków serialu telewizyjnego Wirtualna liga – emitowanego przez amerykańską stację telewizyjną FX od 29 października 2009 roku. W Polsce serial jest emitowany od 9 lutego 2011 roku przez Fox Polska
| Sezon | Sezon | Odcinki | Premiera sezonu      | Finał sezonu      | Premiera            | Finał            | Wydanie DVD         | Wydanie DVD | Wydanie DVD |
| Sezon | Sezon | Odcinki | Premiera sezonu      | Finał sezonu      | Premiera            | Finał            | Region 1            | Region 2    | Region 4    |
| ----- | ----- | ------- | -------------------- | ----------------- | ------------------- | ---------------- | ------------------- | ----------- | ----------- |
|       | 1     | 6       | 29 października 2009 | 10 grudnia 2009   | 9 lutego 2011       | 23 lutego 2011   | 14 września 2010    | brak danych | brak danych |
|       | 2     | 13      | 16 września 2010     | 9 grudnia 2010    | 2 marca 2011        | 13 kwietnia 2011 | 4 października 2011 | brak danych | brak danych |
|       | 3     | 13      | 6 października 2011  | 22 grudnia 2011   | 26 lipca 2012       | 6 września2012   | 9 października 2012 | brak danych | brak danych |
|       | 4     | 13      | 11 października 2012 | 20 grudnia 2012   | 5 października 2013 | 22 sierpnia 2013 | 3 października 2013 | brak danych | brak danych |
|       | 5     | 13      | 4 września 2013      | 20 listopada 2013 | brak danych         | brak danych      | brak danych         | brak danych | brak danych |
|       | 6     | 13      | 3 września 2014      | 19 listopada 2014 | 25 sierpnia 2015    | brak danych      | brak danych         | brak danych | brak danych |
|       | 7     | 13      | 9 września 2015      | brak danych       | brak danych         | brak danych      | brak danych         | brak danych | brak danych |

## Sezon 1 (2009)
| Nr | # | Tytuł             | Polski tytuł             | Reżyseria     | Scenariusz                                            | Premiera FX          | Premiera Fox Polska |
| --- | - | ----------------- | ------------------------ | ------------- | ----------------------------------------------------- | -------------------- | ------------------- |
| 1 | 1 | The Draft         | Losowanie                | Jeff Schaffer | Jeff Schaffer Jackie Marcus Schaffer                  | 29 października 2009 | 9 lutego 2011       |
| Przyjaciele z Chicago jak co roku rozpoczynają przygotowania do gry w lidze wirtualnej piłki nożnej. Zamierzają obronić trzykrotnie mistrzostwo.                                                                  |   |                   |                          |               |                                                       |                      |                     |
| 2 | 2 | The Bounce Test   | Test sportowych staników | Jeff Schaffer | Jeff Schaffer Jackie Marcus Schaffer                  | 5 listopada 2009     | 9 lutego 2011       |
| Nieporozumienie między Peterem a Meegan źle wpływa na atmosferę w zespole. Jenny zna pewną tajemnicę dotyczącą anotomii jej męża i jest pewna, że jej nie opuści.                                                 |   |                   |                          |               |                                                       |                      |                     |
| 3 | 3 | Sunday at Ruxin's | Niedziela u Ruxinów      | Jeff Schaffer | Jeff Schaffer Jackie Marcus Schaffer                  | 12 listopada 2009    | 16 lutego 2011      |
| Drużyna ogląda niedzielny mecz u Rodney Ruxina. Podczas odwiedzin pani domu podaje obfity obiad. Jednak, ku rozpaczy miłośników piłki, gospodarze nie uznają oglądania telewizji w czasie posiłków.               |   |                   |                          |               |                                                       |                      |                     |
| 4 | 4 | Mr. McGibblets    | Pan McGibblets           | Jeff Schaffer | Jeff Schaffer Jackie Marcus Schaffer Craig DiGregorio | 19 listopada 2009    | 16 lutego 2011      |
| Przyjaciele postanawiają dołączyć do wycieczki do SPA, na którą Peter i Meegan mieli jechać z okazji piątej rocznicy ślubu. Kevin prosi Taco, by przebrał się w kostium ulubionej postaci z kreskówki jego córki. |   |                   |                          |               |                                                       |                      |                     |
| 5 | 5 | The Usual Bet     | Zwyczajny zakład         | Jeff Schaffer | Jeff Schaffer Jackie Marcus Schaffer                  | 3 grudnia 2009       | 23 lutego 2011      |
| Peter i Kevin nie mogą oglądać rozrywek, gdyż utknęli na nudnej imprezie bożonarodzeniowej. Adre, w tajemnicy przed wszystkimi, umowia się na radkę ze Shirą.                                                     |   |                   |                          |               |                                                       |                      |                     |
| 6 | 6 | The Shiva Bowl    | Puchar Shivy             | Jeff Schaffer | Jeff Schaffer Jackie Marcus Schaffer                  | 10 grudnia 2009      | 23 lutego 2011      |
| Sezon Shira Bowl ma się ku końcowi. Zespół robi wszystko, by utrzymać trofeum zwycięzcy wirtualnej ligi futbolowej. Taco, młodszy brat Kevina utrzymuje posadę u dealera volkswagena.                             |   |                   |                          |               |                                                       |                      |                     |

## Sezon 2 (2010)
| Nr | #  | Tytuł                 | Reżyseria                | Polski tytuł           | Scenariusz                                       | Premiera FX          | Premiera Fox Polska |
| -- | -- | --------------------- | ------------------------ | ---------------------- | ------------------------------------------------ | -------------------- | ------------------- |
| 7  | 1  | Vegas Draft           | Losowanie w Las Vegas    | Jeff Schaffer          | Jeff Schaffer Jackie Marcus Schaffer             | 16 września 2010     | 2 marca 2011        |
| 8  | 2  | Bro-Lo El Cuñado      | Szwagier Ruxina          | Jeff Schaffer          | Jeff Schaffer Jackie Marcus Schaffer             | 23 września 2010     | 2 marca 2011        |
| 9  | 3  | The White Knuckler    | Kłębek nerwów            | Jeff Schaffer          | Jeff Schaffer Jackie Marcus Schaffer             | 30 września 2010     | 9 marca 2011        |
| 10 | 4  | The Kluneberg         | Dzieło sztuki            | Jeff Schaffer          | Jeff Schaffer Jackie Marcus Schaffer             | 7 października 2010  | 9 marca 2011        |
| 11 | 5  | The Marathon          | Maraton                  | Jackie Marcus Schaffer | Craig DiGregorio                                 | 14 października 2010 | 16 marca 2011       |
| 12 | 6  | The Anniversary Party | Impreza rocznicowa       | Jeff Schaffer          | Nick Kroll Paul Scheer                           | 21 października 2010 | 16 marca 2011       |
| 13 | 7  | Ghost Monkey          | Małpa                    | Jeff Schaffer          | Jeff Schaffer Jackie Marcus Schaffer             | 28 października 2010 | 23 marca 2011       |
| 14 | 8  | The Tie               | Remis                    | Jackie Marcus Schaffer | Dan O'Keefe                                      | 4 listopada 2010     | 23 marca 2011       |
| 15 | 9  | The Expert Witness    | Biegły świadek           | Jeff Schaffer          | Nick Kroll Paul Scheer                           | 11 listopada 2010    | 30 marca 2011       |
| 16 | 10 | High School Reunion   | Zjazd absolwentów liceum | Jeff Schaffer          | Jeff Schaffer Jackie Marcus Schaffer             | 18 listopada 2010    | 30 marca 2011       |
| 17 | 11 | Ramona Neopolitano    | Ramona Neopolitano       | Jeff Schaffer          | Jeff Schaffer Jackie Marcus Schaffer Dan O'Keefe | 2 grudnia 2010       | 6 kwietnia 2011     |
| 18 | 12 | Kegel the Elf         | Elf Kegel                | Jeff Schaffer          | Jeff Schaffer Jackie Marcus Schaffer             | 9 grudnia 2010       | 6 kwietnia 2011     |
| 19 | 13 | The Sacko Bowl        | Puchar Sacko             | Jeff Schaffer          | Jeff Schaffer Jackie Marcus Schaffer             | 9 grudnia 2010       | 13 kwietnia 2011    |

## Sezon 3 (2011)
| Nr | #  | Tytuł                | Polski tytuł          | Reżyseria              | Scenariusz                                       | Premiera FX          | Premiera Fox Polska |
| -- | -- | -------------------- | --------------------- | ---------------------- | ------------------------------------------------ | -------------------- | ------------------- |
| 20 | 1  | The Lockout          | Lokout                | Jeff Schaffer          | Jeff Schaffer Jackie Marcus Schaffer             | 6 października 2011  | 26 lipca 2012       |
| 21 | 2  | The Sukkah           | Szopa                 | Jeff Schaffer          | Jeff Schaffer Jackie Marcus Schaffer             | 13 października 2011 | 2 sierpnia 2012     |
| 22 | 3  | The Au Pair          | Opiekunka do dziecka  | Jeff Schaffer          | Jeff Schaffer Jackie Marcus Schaffer             | 20 października 2011 | 2 sierpnia 2012     |
| 23 | 4  | Ol' Smoke Crotch     | Starość nie radość    | Jeff Schaffer          | Jeff Schaffer Jackie Marcus Schaffer             | 27 października 2011 | 9 sierpnia 2012     |
| 24 | 5  | Bobbum Man           | Bobbum Man            | Jeff Schaffer          | Dan O'Keefe                                      | 3 listopada 2011     | 9 sierpnia 2012     |
| 25 | 6  | Yobogoya!            | Rozwolnienie          | Jeff Schaffer          | Jeff Schaffer Jackie Marcus Schaffer             | 10 listopada 2011    | 16 sierpnia 2012    |
| 26 | 7  | Carmenjello          | Farba idealna         | Jeff Schaffer          | Justin Hurwitz                                   | 10 listopada 2011    | 16 sierpnia 2012    |
| 27 | 8  | Thanksgiving         | Święto Dziękczynienia | Jeff Schaffer          | Jeff Schaffer Jackie Marcus Schaffer             | 17 listopada 2011    | 23 sierpnia 2012    |
| 28 | 9  | The Out of Towner    | Ktoś spoza miasta     | Jeff Schaffer          | Nick Kroll Paul Scheer                           | 1 grudnia 2011       | 23 sierpnia 2012    |
| 29 | 10 | The Light of Genesis | Światło genezy        | Jackie Marcus Schaffer | Craig DiGregorio David King                      | 8 grudnia 2011       | 30 sierpnia 2012    |
| 30 | 11 | The Guest Bong       | Uspokajacz            | Jeff Schaffer          | Jeff Schaffer Jackie Marcus Schaffer Dan O'Keefe | 15 grudnia 2011      | 30 sierpnia 2012    |
| 31 | 12 | St. Pete             | Święty Pete           | Jackie Marcus Schaffer | Jeff Schaffer Jackie Marcus Schaffer             | 22 grudnia 2011      | 6 września 2012     |
| 32 | 13 | The Funeral          | Pogrzeb               | Jeff Schaffer          | Jeff Schaffer Jackie Marcus Schaffer             | 22 grudnia 2011      | 6 września 2012     |

## Sezon 4 (2012)
| Nr | #  | Tytuł                 | Reżyseria                 | Polski tytuł           | Scenariusz                                     | Premiera FX          | Premiera Fox Polska |
| -- | -- | --------------------- | ------------------------- | ---------------------- | ---------------------------------------------- | -------------------- | ------------------- |
| 33 | 1  | Training Camp         | Obóz treningowy           | Jeff Schaffer          | Jeff Schaffer Jackie Marcus Schaffer           | 11 października 2012 | 22 sierpnia 2013    |
| 34 | 2  | The Hoodie            | Obrzezanie                | Jeff Schaffer          | Jeff Schaffer Jackie Marcus Schaffer Dave King | 18 października 2012 | 22 sierpnia 2013    |
| 35 | 3  | The Freeze Out        | Wykluczeni z gry          | Jeff Schaffer          | Jeff Schaffer Jackie Marcus Schaffer           | 25 października 2012 | 29 sierpnia 2013    |
| 36 | 4  | The Breastalyzer      | Test dla karmiących matek | Jeff Schaffer          | Jeff Schaffer Jackie Marcus Schaffer           | 1 listopada 2012     | 29 sierpnia 2013    |
| 37 | 5  | Judge MacArthur       | Sędzia McArthur           | Jeff Schaffer          | Jeff Schaffer Jackie Marcus Schaffer           | 8 listopada 2012     | 5 września 2013     |
| 38 | 6  | The Tailgate          | Piknik z bagażnika        | Jeff Schaffer          | Nick Kroll Paul Scheer                         | 15 listopada 2012    | 5 września 2013     |
| 39 | 7  | The Vapora Sport      | Buty treningowe           | Jeff Schaffer          | Justin Hurwitz                                 | 29 listopada 2012    | 12 września 2013    |
| 40 | 8  | The Anchor Baby       | Przyjacielska terapia     | Jackie Marcus Schaffer | Dan O'Keefe                                    | 6 grudnia 2012       | 12 września 2013    |
| 41 | 9  | Bro-Lo El Cordero     | Porachunki                | Jeff Schaffer          | Jeff Schaffer Jackie Marcus Schaffer           | 6 grudnia 2012       | 19 września 2013    |
| 42 | 10 | Our Dinner With Andre | Kolacja z Andre           | Jeff Schaffer          | Jeff Schaffer Jackie Marcus Schaffer           | 13 grudnia 2012      | 19 września 2013    |
| 43 | 11 | 12.12.12              | Apokalipsa                | Jeff Schaffer          | Jeff Schaffer Jackie Marcus Schaffer           | 13 grudnia 2012      | 26 września 2013    |
| 44 | 12 | A Krampus Carol       | Anty-kolęda               | Jeff Schaffer          | Jeff Schaffer Jackie Marcus Schaffer           | 20 grudnia 2012      | 26 września 2013    |
| 45 | 13 | The Curse of Shiva    | Klątwa Shivy              | Jeff Schaffer          | Jeff Schaffer Jackie Marcus Schaffer           | 20 grudnia 2012      | 3 października 2013 |

## Sezon 5 (2013)
| Nr | #  | Tytuł                              | Polski tytuł                       | Reżyseria              | Scenariusz                                          | Premiera FXX         | Premiera Fox Polska |
| -- | -- | ---------------------------------- | ---------------------------------- | ---------------------- | --------------------------------------------------- | -------------------- | ------------------- |
| 46 | 1  | The Bachelor Draft                 | Kawalerskie losowanie              | Jeff Schaffer          | Jeff Schaffer Jackie Marcus Schaffer                | 4 września 2013      |                     |
| 47 | 2  | The Von Nowzick Wedding            | Wesele                             | Jeff Schaffer          | Jeff Schaffer Jackie Marcus Schaffer                | 11 września 2013     |                     |
| 48 | 3  | Chalupa vs. the Cutlet             | Chalupa kontra Kotlet              | Jeff Schaffer          | Jeff Schaffer Jackie Marcus Schaffer                | 18 września 2013     |                     |
| 49 | 4  | Rafi and Dirty Randy               | Rafi i Brudny Randy                | Jeff Schaffer          | Jason Mantzoukas Seth Rogen                         | 25 września 2013     |                     |
| 50 | 5  | The Bye Week                       | Pożegnalny weekend                 | Jeff Schaffer          | Jeff Schaffer Jackie Marcus Schaffer                | 2 października 2013  |                     |
| 51 | 6  | Heavy Petting                      | Mocne głaskanie                    | Jeff Schaffer          | Jeff Schaffer Jackie Marcus Schaffer Justin Hurwitz | 9 października 2013  |                     |
| 52 | 7  | The Bringer Show                   | Komediowy Andre                    | Jeff Schaffer          | Stephen Rannazzisi Paul Scheer                      | 16 października 2013 |                     |
| 53 | 8  | Flowers for Taco                   | Kwiaty dla Taco                    | Jeff Schaffer          | Dan O'Keefe                                         | 23 października 2013 |                     |
| 54 | 9  | The Automatic Faucet               | Automatyczny kran                  | Jeff Schaffer          | Jeff Schaffer Jackie Marcus Schaffer                | 30 października 2013 |                     |
| 55 | 10 | The Near Death Flex-perience       | Doświadczenie z pogranicza śmierci | Jackie Marcus Schaffer | Justin Hurwitz                                      | 6 listopada 2013     |                     |
| 56 | 11 | The Credit Card Alert              | Alert kredytowy                    | Jeff Schaffer          | Jeff Schaffer Jackie Marcus Schaffer Dan O'Keefe    | 13 listopada 2013    |                     |
| 57 | 12 | Baby Geoffrey Jesus                | Mały Jezus                         | Jeff Schaffer          | Jeff Schaffer Jackie Marcus Schaffer                | 20 listopada 2013    |                     |
| 58 | 13 | The 8 Defensive Points of Hanukkah | 8 defensywnych punktów Chanuki     | Jeff Schaffer          | Jeff Schaffer Jackie Marcus Schaffer                | 20 listopada 2013    |                     |

## Sezon 6 (2014)
| Nr | #  | Tytuł                  | Polski tytuł                | Reżyseria              | Scenariusz                                             | Premiera FXX         | Premiera Fox Comedy |
| -- | -- | ---------------------- | --------------------------- | ---------------------- | ------------------------------------------------------ | -------------------- | ------------------- |
| 59 | 1  | Sitting Shiva          | Siedząca Shiva              | Jeff Schaffer          | Jeff Schaffer, Jackie Marcus Schaffer                  | 3 września 2014      | 25 sierpnia 2015    |
| 60 | 2  | Tefl-Andre             | Teflonowy Andre             | Jeff Schaffer          | Jeff Schaffer, Jackie Marcus Schaffer, David Parker    | 10 września 2014     | 1 września 2015     |
| 61 | 3  | The Height Supremacist | Zwolenniczka wzrostu        | Jeff Schaffer          | Jeff Schaffer, Jackie Marcus Schaffer                  | 17 września 2014     | 1 września 2015     |
| 62 | 4  | When Rafi Met Randy    | Kiedy Rafi poznał Randy'ego | Jeff Schaffer          | Jason Mantzoukas, Seth Rogen                           | 24 września 2014     | 8 września 2015     |
| 63 | 5  | The Hot Tub            | Wanna                       | Jeff Schaffer          | Jeff Schaffer, Jackie Marcus Schaffer, Markham O'Keefe | 1 października 2014  | 8 września 2015     |
| 64 | 6  | Breast Awareness Month | Miesiąc Profilaktyki Piersi | Jackie Marcus Schaffer | Justin Hurwitz                                         | 8 października 2014  | 15 września 2015    |
| 65 | 7  | The Heavenly Fowler    | Niebiański faulista         | Jeff Schaffer          | Dan O'Keefe                                            | 15 października 2014 | 15 września 2015    |
| 66 | 8  | Man Land               | Męski świat                 | Jeff Schaffer          | Jeff Schaffer, Jackie Marcus Schaffer                  | 22 października 2014 | 22 września 2015    |
| 67 | 9  | Taco Standard Time     | Standardowy Czas Taco       | Jeff Schaffer          | Jeff Schaffer, Jackie Marcus Schaffer, Justin Hurwitz  | 29 października 2014 | 22 września 2015    |
| 68 | 10 | Epi Sexy               | Seksowna epileptyczka       | Jeff Schaffer          | Jeff Schaffer, Jackie Marcus Schaffer, Nathaniel Stein | 5 listopada 2014     | 29 września 2015    |
| 69 | 11 | EBDBBnB                | Konkurenci                  | Jeff Schaffer          | Jeff Schaffer, Jackie Marcus Schaffer                  | 12 listopada 2014    | 29 września 2015    |
| 70 | 12 | Menage a Cinq          |                             | Jeff Schaffer          | Jeff Schaffer, Jackie Marcus Schaffer                  | 19 listopada 2014    |                     |
| 71 | 13 | The Beach House        |                             | Jeff Schaffer          | Jeff Schaffer, Jackie Marcus Schaffer                  | 19 listopada 2014    |                     |

## Sezon 7 (2015)
| Nr | #  | Tytuł                                | Polski tytuł | Reżyseria              | Scenariusz                                             | Premiera FXX         | Premiera Fox Comedy |
| -- | -- | ------------------------------------ | ------------ | ---------------------- | ------------------------------------------------------ | -------------------- | ------------------- |
| 71 | 1  | That Other Draft                     |              | Jeff Schaffer          | Jeff Schaffer, Jackie Marcus Schaffer                  | 9 września 2015      |                     |
| 73 | 2  | The Draft of Innocence               |              | Jeff Schaffer          | Jeff Schaffer, Jackie Marcus Schaffer                  | 16 września 2015     |                     |
| 74 | 3  | The Blind Spot                       |              | Jeff Schaffer          | Jeff Schaffer, Jackie Marcus Schaffer                  | 23 września 2015     |                     |
| 75 | 4  | Deflategate                          |              | Jeff Schaffer          | Justin Hurwitz                                         | 30 września 2015     |                     |
| 76 | 5  | The Bully                            |              | Jeff Schaffer          | Nathaniel Stein                                        | 7 października 2015  |                     |
| 77 | 6  | The Beer Mile                        |              | Jeff Schaffer          | Jeff Schaffer, Jackie Marcus Schaffer                  | 14 października 2015 |                     |
| 78 | 7  | The Last Temptation of Andre część 1 |              | Jeff Schaffer          | Dan O’Keefe                                            | 21 października 2015 |                     |
| 79 | 8  | The Last Temptation of Andre część 2 |              | Jeff Schaffer          | Dan O’Keefe                                            | 28 października 2015 |                     |
| 80 | 9  | The Yank Banker                      |              | Jeff Schaffer          | Jeff Schaffer, Jackie Marcus Schaffer, Markham O'Keefe | 4 listopada 2015     |                     |
| 81 | 10 | The Block                            |              | Jeff Schaffer          | Paul Scheer                                            | 11 listopada 2015    |                     |
| 83 | 11 | Adios y Bienvenidos                  |              | Jackie Marcus Schaffer | Jeff Schaffer, Jackie Marcus Schaffer                  | 25 listopada 2015    |                     |
| 84 | 12 | The 13 Stages of Grief               |              | Jeff Schaffer          | Jeff Schaffer, Jackie Schaffer                         | 2 grudnia 2015       |                     |
| 85 | 13 | The Great Night of Shiva             |              | Jeff Schaffer          | Jeff Schaffer, Jackie Schaffer                         | 9 grudnia 2015       |                     |